# 担仔麺
担仔麺（タンツーめん、タンツャイミェン、台湾語：ターアーミー）は台湾料理の一つとして知られる小ぶりの汁入り麺料理。

## 概要
「擔仔」は台湾語で「ターアー」と読み、天秤棒を指す。中国四川省の担担麺と同じく、最初は天秤棒で食材と器具一式を担いで売り歩いたことからこの名がある。本来の繁体字では「擔仔麵」だが、近年は台湾でも「担仔麺」の表記が用いられることが多い。日本ではカタカナで「ターミー」、「ターミ」等と表記されることもある。
担仔麺は台南市の発祥で、度小月担仔麺ともいう。現在台南の名物として知られているが、台北など他の場所でも広く食べられており、日本の台湾料理店でも定番のメニューとなっている。
一般に、小麦粉の中細のストレート麺を用い、スープに豚のそぼろ肉と海老、香菜、ニンニクソースなどがのっている。日本のご飯茶碗ほどの大きさの容器で出されることが多い。サイズや具のそぼろ肉は四川省の担担麺と共通しているが、スープの味は異なり、辛くない。
担仔麺は一般に価格の割に量が少ない。台湾語のいわゆる「食巧不食飽」（飽きずに美味しく食べて）を念頭に食べ飽きない量に調整されている。
なお、日本の名古屋市でご当地ラーメンとして知られる台湾ラーメンについて、元祖とされる「味仙」の公式ホームページでは、担仔麺を元に辛口にアレンジしたものと紹介している。